# بنتساو كانغمو

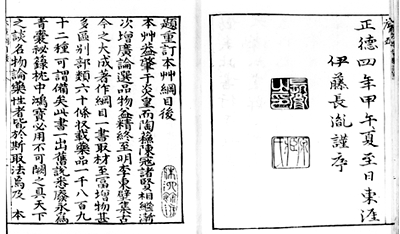
موسوعة الأعشاب الطبية: بنتساو كانغمو

بنتساو كانغمو (ملاحظة 1) هي موسوعة في علم الأعشاب الصيني تعود إلى القرن السادس عشر الميلادي، والتي قام لي شيتشين Li Shizhen ‏ (1518–1593) بكتابتها اعتماداً على المعارف الموجودة في موسوعة شينونغ بن تساو جينغ وفي كتب طبية أخرى؛ وهي ذات أهمية علمية تاريخية كبيرة.
أضافت منظمة اليونسكو موسوعة بنتساو كانغمو إلى سجل ذاكرة العالم.